# EUCAP Sahel Niger
Die EU Capacity Building Mission in Niger (kurz EUCAP Sahel Niger) wurde am 8. August 2012 im Rahmen der Gemeinsamen Sicherheits- und Verteidigungspolitik (GSVP) der Europäischen Union als zivile Aufbaumission gestartet. Am 30. September 2024 wurde die Mission mit dem Auslaufen des Mandats nach knapp 12 Jahren beendet.
Am 4. Dezember 2023 teilte das nigrische Außenministerium mit, dass die Mission EUCAP Sahel Niger beendet wird und dass sie sechs Monate Zeit hat, das Land zu verlassen. Der Außenbeauftragte der Europäischen Union, Josep Borrell, reagierte mit den Worten, dass die EU "die Entscheidung der Junta, das Abkommen zur Schaffung der Rechtsgrundlage für die Entsendung der EU-Mission EUCAP Sahel Niger und der Mission für militärische Zusammenarbeit EUMPM zu kündigen, bedauert" und "die notwendigen operativen Konsequenzen" ziehen werde. 

## Mandat
Die zivile EU-Mission EUCAP Sahel Niger sollte laut Mandat durch die Beratung und Ausbildung der nigrischen Polizei, Nationalgarde und Gendarmerie zu deren Aufbau beitragen und diese zur effektiven Bekämpfung der Organisierten Kriminalität und des Terrorismus befähigen.
Dies geschah sowohl durch Aus- und Fortbildung als auch beratende Tätigkeiten. So unterstützte die Mission die nigrischen Behörden auch beim Aufbau eigener technischer Kapazitäten und der regionalen und internationalen Kooperation. Exekutive Tätigkeiten waren hingegen nicht umfasst.
Das Hauptquartier befand sich in der Hauptstadt Niamey. 2016 wurde in der weiter nördlich gelegenen Stadt Agadez eine Außenstelle eröffnet, die im Februar 2024 geschlossen wurde. Zuletzt wurde das Mandat bis September 2024 verlängert.
Hintergrund der Mission war die angespannte Sicherheitslage in der gesamten Sahelzone, wobei Gefahren insbesondere von Terrororganisationen wie der Boko Haram und anderer Organisierter Kriminalität, wie Menschenhandel und Drogenschmuggel, ausgehen. Aufgrund dessen fand auch eine enge Zusammenarbeit mit den benachbarten EU-Missionen EUCAP Sahel Mali und EUBAM Libyen statt.
Die Bundesrepublik Deutschland beteiligte sich mit bis zu 15 weiteren EU-Mitgliedsstaaten an der Mission, die in Spitzenzeiten etwa 130 internationale Experten und eine größere Zahl an nationalen Mitarbeitern umfasste.
Im August 2023 wurden nach einem Militärputsch im Niger alle operativen Tätigkeiten der Mission bis auf Weiteres eingestellt. Im März 2024 verließen die letzten EU-Angehörigen das westafrikanische Land.

## Leitung
Vom 5. Juni 2023 bis zum Ende am 30. September 2024 wurde die Mission von der deutschen Richterin Katja Dominik geführt. Sie folgte auf Antje Pittelkau, die diese Funktion vom 16. Januar 2021 bis zum 20. Mai 2023 innehatte. Die deutsche Polizistin war zuvor von 2018 bis 2020 schon stellvertretende Missionschefin.
Erster Missionschef war der Spanier Fransisco Espinosa Navas. Von Juli 2016 bis März 2018 hatte Kirsi Henriksson die Mission geführt. Danach leitete der Belgier Frank Van der Mueren die Mission bis 2020, welcher bereits von 2012 bis 2014 für die Mission tätig war und die Mission von 2016 bis 2018 stellvertretend leitete.